# ناحیه هاول، میشیگان
ناحیه هاول (به انگلیسی: Howell Township) یک منطقهٔ مسکونی در ایالات متحده آمریکا است که در شهرستان لیوینگستون، میشیگان واقع شده‌است.
 ناحیه هاول ۸۲٫۹ کیلومتر مربع مساحت و ۶٬۷۰۲ نفر جمعیت دارد و ۲۷۶ متر بالاتر از سطح دریا واقع شده‌است.